# Liste de peintures de Jean II Restout
Cette page établit la liste des peintures de Jean II Restout (1692 - 1768).

## Liste des peintures
| Tableau | Titre                                                                                          | Date           | Dimensions       | Notes | Lieu de conservation                                        | N° de catalogue raisonné (Gouzi, 2000) |
| ------- | ---------------------------------------------------------------------------------------------- | -------------- | ---------------- | --- | ----------------------------------------------------------- | -------------------------------------- |
|         | Moine en prière                                                                                | 1711           | 29 × 22 cm       | | New York, The Metropolitan Museum of Art                    | P.1                                    |
|         | Saint Bruno en prière                                                                          | 1711           | 73 × 91 cm       | | Dijon, musée Magnin                                         | P.2                                    |
|         | David et Abigaïl                                                                               | vers 1715      | 105 x 153 cm     | | Collection particulière                                     | Non catalogué                          |
|         | Portrait de Dom Louis Baudouin du Basset                                                       | 1716           | 82 × 65 cm       | | Rouen, musée des beaux-arts                                 | P.4                                    |
|         | Vénus demandant à Vulcain des armes pour Énée                                                  | 1717           | 102 × 137 cm     | | Collection particulière                                     | P.5                                    |
|         | Vénus montrant ses armes à Énée                                                                | 1717           | 136 × 104 cm     | | Ottawa, National Gallery of Canada                          | P.7                                    |
|         | L'Adoration des mages                                                                          | 1718           | 195 × 150 cm     | | Sèvres, église paroissiale                                  | P.8                                    |
|         | Ananie imposant les mains à saint Paul                                                         | 1719           | 418 × 324 cm     | | Paris, musée du Louvre                                      | P.9                                    |
|         | Ananie imposant les mains à saint Paul                                                         | 1719           | 90 × 73 cm       | | Paris, musée du Louvre                                      | P.10                                   |
|         | Alphée poursuivant Aréthuse                                                                    | 1720           | 128 × 97 cm      | | Tours, musée des beaux-arts                                 | P.12                                   |
|         | La Cène                                                                                        | 1723           | 390 × 720 cm     | Tableau commencé par Jean Jouvenet et terminé par Restout. Détruit en 1918 au musée des beaux-arts d'Arras | détruit                                                     | P.14                                   |
|         | Junon visitant l'Océan et Thétis                                                               | 1723           | 185 × 245 cm     | | Moscou, musée Pouchkine                                     | P.15                                   |
|         | Saint Pierre guérissant les malades de son ombre                                               | vers 1720      | 80 × 65 cm       | | Collection particulière                                     | P.16                                   |
|         | Jacob et Laban                                                                                 | vers 1720      | 83 × 67 cm       | | Rouen, musée des beaux-arts                                 | P.17                                   |
|         | Diane et Endymion                                                                              | 1724-1726      | 90 × 75 cm       | | Versailles, hôtel de Ville                                  | P.20                                   |
|         | Diane et Endymion                                                                              | années 1720    | 94 × 78 cm       | | Notre-Dame (Indiana), The Snite Museum of Art               | P.21                                   |
|         | Jupiter et Callisto                                                                            | 1725           | 71 × 62 cm       | | Collection particulière                                     | P.22                                   |
|         | Portrait de Pierre de Vigny                                                                    | vers 1720      | 81 × 64 cm       | | Collection particulière                                     | P.23                                   |
|         | Le Christ guérissant les malades                                                               | 1725           | 380 × 678 cm     | | Lille, musée des beaux-arts                                 | P.24                                   |
|         | La guérison du paralytique à la piscine de Béthesda                                            | 1725           | 380 × 450 cm     | | Arras, musée des beaux-arts                                 | P.25                                   |
|         | La Purification                                                                                | années 1720    | 305 × 280 cm     | | Bourges, musée du Berry                                     | P.26                                   |
|         | Moïse sauvé des eaux                                                                           | avant 1725     | 95 × 119 cm      | | Localisation actuelle inconnue                              | P.27                                   |
|         | Saint Jérôme                                                                                   | vers 1725      | 62 × 49 cm       | | Collection particulière                                     | P.28                                   |
|         | Le Christ mort sur la croix                                                                    | 1726           | 195 × 122 cm     | | Vernon, Hospice                                             | P.29                                   |
|         | Le Christ mort sur la croix                                                                    | 1727           | 259 × 161 cm     | | Vitry-le-François, église Notre-Dame                        | P.30                                   |
|         | Junon chez Éole                                                                                | 1727           | 180 × 247 cm     | | Saint-Pétersbourg, musée de l'Ermitage                      | P.31                                   |
|         | L'Adoration des mages                                                                          | 1727           | 340 × 213 cm     | | Saint-Jean-de-Luz, église Saint-Jean                        | P.32                                   |
|         | Les adieux d'Hector à Andromaque                                                               | 1727           | 129 × 194 cm     | | Collection particulière                                     | P.33                                   |
|         | Saint Pierre en prière                                                                         | 1728           | 117 × 98 cm      | | Paris, église Saint-Jacques-du-Haut-Pas                     | P.35                                   |
|         | Les adieux d'Hector à Andromaque                                                               | 1728           | 128 × 194 cm     | | Tainan (Taïwan), Chimei Museum                              | P.36                                   |
|         | La continence de Scipion                                                                       | 1728           | 132 × 197 cm     | | Berlin, Gemäldegalerie                                      | P.37                                   |
|         | Saint Bernard présente l'hostie au duc d'Aquitaine                                             | 1729           | 219 × 112 cm     | | Alençon, musée des beaux-arts et de la Dentelle             | P.38                                   |
|         | L'Apothéose de saint Augustin                                                                  | 1730           | 10 m de diamètre | | Paris, lycée Henri IV                                       | P.40                                   |
|         | La mort de sainte Scholastique                                                                 | 1730           | 338 × 190 cm     | | Tours, musée des beaux-arts                                 | P.41                                   |
|         | L'extase de saint Benoît                                                                       | 1730           | 338 × 190 cm     | | Tours, musée des beaux-arts                                 | P.42                                   |
|         | La Cène                                                                                        | vers 1730      | 109 × 159 cm     | | Localisation actuelle inconnue                              | P.43                                   |
|         | Portrait d'un prémontré                                                                        | Années 1730 ?  | 81 × 65 cm       | | Caen, musée des beaux-arts                                  | P.44                                   |
|         | Saint Vincent de Paul institué aumônier des dames de la Visitation par saint François de Sales | 1732           | 382 × 228 cm     | | Paris, église Sainte-Marguerite                             | P.46                                   |
|         | La Pentecôte                                                                                   | 1732           | 465 × 778 cm     | | Paris, musée du Louvre                                      | P.49                                   |
|         | Figure de Vierge                                                                               | vers 1732      | 38 × 27 cm       | | Dijon, musée Magnin                                         | P.50                                   |
|         | Figure de Vierge                                                                               | vers 1732      | 49 × 43 cm       | | Localisation actuelle inconnue                              | P.51                                   |
|         | La Destruction du palais d'Armide                                                              | années 1730    | 27 × 47 cm       | | Paris, musée du Louvre                                      | P.52                                   |
|         | L'Apparition de l'ange au prophète Élie                                                        | 1733           | 218 × 153 cm     | | Collection particulière                                     | P.54                                   |
|         | Portrait de l'abbé Tournus tenant une canne                                                    | vers 1733      | 80 × 63 cm       | | Vire, musée                                                 | P.55                                   |
|         | Portrait de l'abbé Tournus en prière                                                           | vers 1733      | 92 × 73 cm       | | Paris, musée Carnavalet                                     | P.56                                   |
|         | Portrait de l'abbé Tournus en prière                                                           | vers 1733      | 90 × 74 cm       | | Magny-les-Hameaux, musée national des Granges de Port-Royal | P.57                                   |
|         | Portrait d'architecte                                                                          | 1734           | 140 × 105 cm     | | Nancy, musée des beaux-arts                                 | P.58                                   |
|         | Portrait de Dom Laneau                                                                         | vers 1735      | 116 × 89 cm      | | Orléans, musée des beaux-arts                               | P.63                                   |
|         | Saint Hymer dans sa solitude                                                                   | 1735           | 185 × 191 cm     | | Saint-Hymer, église                                         | P.65                                   |
|         | La charité de saint Martin                                                                     | 1735           | 183 × 191 cm     | | Saint-Hymer, église                                         | P.66                                   |
|         | Le Christ rompant le pain                                                                      | 1735           | 55 × 46 cm       | | Collection particulière                                     | P.67                                   |
|         | Les Pèlerins d'Emmaüs                                                                          | 1735           | 280 × 147 cm     | | Lille, musée des beaux-arts                                 | P.68                                   |
|         | Les Pèlerins d'Emmaüs                                                                          | 1735           | 50 × 65 cm       | | Localisation actuelle inconnue                              | P.69                                   |
|         | La Présentation de la Vierge au Temple                                                         | 1735           | 436 × 242 cm     | | Rouen, musée des beaux-arts                                 | P.70                                   |
|         | Le Christ au jardin des Oliviers                                                               | avant 1738     | 53 × 45 cm       | | Collection particulière                                     | P.71                                   |
|         | La Purification                                                                                | 1735           | 407 × 275 cm     | | Bordeaux, musée des beaux-arts                              | P.73                                   |
|         | Portrait de Jean-Bernard Restout                                                               | 1736           | 60 × 50 cm       | | Stockholm, Nationalmuseum                                   | P.74                                   |
|         | Le Bon samaritain                                                                              | 1736           | 265 × 195 cm     | | Angers, musée des beaux-arts                                | P.75                                   |
|         | Abraham et les trois anges                                                                     | 1736           | 280 × 190 cm     | | Le Mans, église Notre-Dame-de-la-Couture                    | P.76                                   |
|         | Le Baptême du Christ                                                                           | 1738-1739      | 386 × 673 cm     | | Paris, musée du Louvre                                      | P.77                                   |
|         | Le prophète Isaïe                                                                              | 1737           | 74 × 59 cm       | | Amiens, musée des beaux-arts                                | P.78                                   |
|         | Portrait de François Pourfour du Petit                                                         | 1737           | 93 × 74 cm       | | Paris, musée d'histoire de la médecine                      | P.79                                   |
|         | Abdalonyme travaillant dans son jardin                                                         | 1737           | 93 × 151 cm      | | Orléans, musée des beaux-arts                               | P.82                                   |
|         | Abdalonyme paraissant devant Alexandre en costume royal                                        | 1737           | 100 × 163 cm     | | Orléans, musée des beaux-arts                               | P.83                                   |
|         | Saint Paul ermite                                                                              | 1737           | 65 × 54 cm       | | Magny-les-Hameaux, musée national des Granges de Port-Royal | P.85                                   |
|         | Neptune et Amphitrite                                                                          | 1737           | 155 × 155 cm     | | Paris, Archives nationales, hôtel de Soubise                | P.86                                   |
|         | Le Secret et la Prudence                                                                       | 1737           | 117 × 148 cm     | | Paris, Archives nationales, hôtel de Soubise                | P.87                                   |
|         | Apollon apprenant à jouer de la lyre à l'Amour                                                 | 1737           | 64 × 134 cm      | | Paris, Archives nationales, hôtel de Soubise                | P.88                                   |
|         | La gageure de Phébus et de Borée                                                               | 1738           | 103 × 142 cm     | | Paris, Archives nationales, hôtel de Soubise                | P.89                                   |
|         | La dispute de Neptune et de Minerve                                                            | 1738           | 115 × 158 cm     | | Paris, Archives nationales, hôtel de Soubise                | P.90                                   |
|         | L'Institution de saint Pierre                                                                  | 1738           | 245 × 135 cm     | | Orléans, église Saint-Pierre-du-Martroi                     | P.91                                   |
|         | Saint Pierre guérissant le boîteux                                                             | 1738           | 245 × 135 cm     | | Orléans, église Saint-Pierre-du-Martroi                     | P.92                                   |
|         | Saint Pierre délivré de prison                                                                 | 1738           | 300 × 198 cm     | | Orléans, église Saint-Pierre-du-Martroi                     | P.93                                   |
|         | Saint Pierre délivré de prison                                                                 | 1738           | 46 × 38 cm       | | Collection particulière                                     | P.94                                   |
|         | Alexandre donnant à Apelle sa maîtresse Campaspe ou La Peinture                                | 1739           | 57 × 91 cm       | | Karlsruhe, Staatliche Kunsthalle                            | P.95                                   |
|         | Alexandre donnant à Apelle sa maîtresse Campaspe ou La Peinture                                | 1739           | 360 × 575 cm     | | Lyon, préfecture du Rhône                                   | P.96                                   |
|         | Saint Vincent de Paul prêchant                                                                 | 1739           | 240 × 130 cm     | | Versailles, église Notre-Dame                               | P.97                                   |
|         | Les pèlerins d'Emmaüs                                                                          | vers 1735-1740 | 91 × 90 cm       | | Ivry, dépôt des objets d'art de la Ville de Paris           | P.98                                   |
|         | Le repos de la sainte famille pendant la fuite en Égypte                                       | vers 1739      | 303 × 225 cm     | | Saint-Étienne, église Saint-Étienne                         | P.100                                  |
|         | Le Christ au jardin des oliviers                                                               | vers 1739-1740 | 126 × 90 cm      | | Rennes, musée des beaux-arts                                | P.101                                  |
|         | Le Christ ressuscité sortant du tombeau                                                        | vers 1739-1740 | 157 × 116        | | Collection particulière                                     | P.103                                  |
|         | Le Christ ressuscité sortant du tombeau                                                        | vers 1739-1740 | 158 × 115 cm     | | Localisation actuelle inconnue                              | P.104                                  |
|         | La Conception de la Vierge                                                                     | vers 1739-1740 | 305 × 213 cm     | | Baltimore, Saint Mary's Seminary and University             | P.106                                  |
|         | Les offrandes d'Abel et de Caïn                                                                | vers 1739-1740 | 24 × 63 cm       | | Collection particulière                                     | P.107                                  |
|         | L'Annonciation                                                                                 | vers 1740      | 54 × 45 cm       | | Collection particulière                                     | P.108                                  |
|         | La Présentation de la Vierge au Temple                                                         | 1740           | 325 × 160 cm     | | Limoges, église Sainte-Marie                                | P.109                                  |
|         | Le repas chez Simon                                                                            | 1741           | 204 × 161 cm     | | Chevreuse, église Paroissiale                               | P.110                                  |
|         | Les Noces de Cana                                                                              | 1741           | 195 × 193 cm     | | Châteaudun, église Saint-Jean-de-la-Chaîne                  | P.111                                  |
|         | L'Assomption                                                                                   | 1741           | 320 × 200 cm     | | Sens, cathédrale                                            | P.112                                  |
|         | La Dédicace au Temple de Salomon                                                               | vers 1741-1743 | 437 × 810 cm     | | Paris, musée du Louvre                                      | P.113                                  |
|         | L'Europe                                                                                       | vers 1742-1744 | 100 × 140 cm     | | Jérusalem, musée d'Israël                                   | P.116                                  |
|         | La Naissance de la Vierge                                                                      | 1744           | 307 × 240 cm     | | Paris, église Saint-Honoré-d'Eylau                          | P.117                                  |
|         | La Cène                                                                                        | 1744           | 244 × 149 cm     | | Notre Dame (Indiana), The Snite Museum of Art               | P.118                                  |
|         | Pygmalion amoureux de sa statue ou La Sculpture                                                | 1744           | 350 × 225 cm     | | Paris, hôtel Marigny                                        | P.119                                  |
|         | Agar et l'Ange                                                                                 | 1745           |                  | | Localisation actuelle inconnue                              | P.124                                  |
|         | L'Assomption                                                                                   | 1745           | 290 × 194 cm     | | Auxerre, cathédrale                                         | P.125                                  |
|         | Saint Pèlerin prêchant aux habitants d'Auxerre                                                 | 1745           | 295 × 194 cm     | | Auxerre, cathédrale                                         | P.126                                  |
|         | La Glorification du Christ après le Baptême                                                    | 1745           | 221 × 135 cm     | | Dijon, musée des beaux-arts                                 | P.128                                  |
|         | Le Sacrifice d'Abraham                                                                         | 1746           | 106 × 140 cm     | | Chicago, Art Institute                                      | P.131                                  |
|         | Alexandre tranchant le nœud gordien                                                            | 1746           | 126 × 152 cm     | | Stockholm, Palais Royal                                     | P.132                                  |
|         | Alexandre auprès du cadavre de Darius                                                          | 1746           | 122 × 152 cm     | | Stockholm, Palais Royal                                     | P.133                                  |
|         | Saint Benoît en prière                                                                         | 1746           | 166 × 166 cm     | | Bourg-la-Reine, église Saint-Gilles                         | P.134                                  |
|         | Esquisse pour Alexandre et son médecin Philippe                                                | 1747           | 48 × 53 cm       | | Collection particulière                                     | P.135                                  |
|         | Alexandre et son médecin Philippe                                                              | 1747           | 148 × 188 cm     | | Amiens, musée de Picardie                                   | P.136                                  |
|         | Allégorie de la Peinture                                                                       | 1747           | 54 × 45 cm       | | Saint-Quentin, musée Antoine Lécuyer                        | P.137                                  |
|         | Allégorie de la Peinture                                                                       | 1747           | 59 × 46 cm       | | Localisation actuelle inconnue                              | P.138                                  |
|         | Allégorie de la Peinture                                                                       | 1747           | 64 × 50 cm       | | Localisation actuelle inconnue                              | P.139                                  |
|         | Psyché fuyant la colère de Vénus                                                               | 1748           | 106 × 141 cm     | | Versailles, musée national du château                       | P.140                                  |
|         | Psyché implorant le pardon de Vénus                                                            | 1748           | 105 × 141 cm     | | Versailles, musée national du château                       | P.141                                  |
|         | Le prophète Ézéchiel                                                                           | 1748           | 340 × 114 cm     | | Bordeaux, musée des beaux-arts                              | P.142                                  |
|         | L'Exaltation de la croix                                                                       | 1748           | 310 × 214 cm     | | Lyon, musée des beaux-arts                                  | P.144                                  |
|         | L'Exaltation de la croix                                                                       | 1748           | 191 × 128 cm     | | Arras, cathédrale                                           | P.145                                  |
|         | Portrait de Monseigneur d'Audiber de Lussan                                                    | vers 1748      | 81 × 65 cm       | | Localisation actuelle inconnue                              | P.147                                  |
|         | Le martyre de saint André                                                                      | 1749           | 439 × 285 cm     | | Grenoble, musée des beaux-arts                              | P.148                                  |
|         | La déification d'Énée                                                                          | 1749           | 136 × 107 cm     | | Strasbourg, musée des Arts décoratifs                       | P.149                                  |
|         | Invention et translation des corps de saint Gervais et de saint Protais                        | 1750           | 194 × 145 cm     | | Riom, église Saint-Amable                                   | P.150                                  |
|         | Didon montrant à Énée les bâtiments de Carthage ou L'Architecture                              | 1751           | 360 × 575 cm     | | Lyon, préfecture du Rhône                                   | P.154                                  |
|         | L'Institution de saint Pierre                                                                  | 1753           | 267 × 178 cm     | | Marseille, musée des beaux-arts                             | P.159                                  |
|         | Étude pour la tête de la Vierge                                                                | 1753           | 50 × 41 cm       | | Rouen, musée des beaux-arts                                 | P.161                                  |
|         | Le repos de la sainte Famille pendant la fuite en Egypte                                       | 1753           | 60 × 50 cm       | | Moscou, musée Pouchkine                                     | P.162                                  |
|         | L'offrande de Melchisédech                                                                     | 1754           | 215 × 120 cm     | | Maastricht, église Saint-Servais                            | P.163                                  |
|         | L'Adoration du Sacré Cœur                                                                      | 1754           | 230 × 126 cm     | | Le Mans, église de la Visitation                            | P.164                                  |
|         | L'Apothéose de saint François de Sales                                                         | vers 1754      | 250 × 180 cm     | | Le Mans, nouvelle chapelle de la Visitation                 | P.165                                  |
|         | Le triomphe de Mardochée                                                                       | 1755           | 280 × 222 cm     | | Paris, église Saint-Roch                                    | P.167                                  |
|         | L'Amour instruit par Mercure                                                                   | 1755           | 51 × 71 cm       | | Localisation actuelle inconnue                              | P.168                                  |
|         | Le Lavement des pieds                                                                          | 1755           | 350 × 492 cm     | Détruit au musée des beaux-arts de Caen en 1916.                                                           | détruit                                                     | P.169                                  |
|         | L'Apothéose de saint Maur                                                                      | 1756           | 4m de diamètre   | | Paris, église Saint-Germain-des-Prés                        | P.170                                  |
|         | Le repos de la sainte Famille pendant la fuite en Egypte                                       | 1756           | 60 × 50 cm       | | Tours, musée des beaux-arts                                 | P.171                                  |
|         | Le Triomphe de Bacchus et d'Ariane                                                             | 1757           | 442 × 608 cm     | | Potsdam, château de Sans-Souci                              | P.172                                  |
|         | Minerve présentant le portrait de Louis XV                                                     | vers 1758      |                  | | Localisation actuelle inconnue                              | P.173                                  |
|         | Minerve présentant le portrait de Louis XV                                                     | vers 1758      | 173 × 131 cm     | | Caen, musée des beaux-arts                                  | P.174                                  |
|         | La Purification                                                                                | 1758           | 200 × 350 cm     | | Paris, église Saint-Roch                                    | P.177                                  |
|         | Le Baptême du Christ                                                                           | 1758           | 313 × 165 cm     | | Paris, église Saint-Nicolas-du-Chardonnet                   | P.178                                  |
|         | Mardochée refusant d'Adorer Aman                                                               | 1759           | 280 × 210 cm     | | Paris, musée du Louvre                                      | P.179                                  |
|         | La Salutation angélique                                                                        | 1759           | 290 × 192 cm     | | Orléans, musée des beaux-arts                               | P.180                                  |
|         | La Transfiguration                                                                             | vers 1755-1760 | 290 × 210 cm     | | Paris, église Saint-Thomas-d'Aquin                          | P.181                                  |
|         | La profession de foi de sainte Austreberthe                                                    | 1761           | 350 × 220 cm     | | Montreuil, église Saint-Saulve                              | P.185                                  |
|         | L'Adoration des bergers                                                                        | 1761           | 625 × 410 cm     | | Versailles, cathédrale Saint-Louis                          | P.186                                  |
|         | Les pèlerins d'Emmaüs                                                                          | 1763           | 250 × 217 cm     | | Caen, hôtel de Ville                                        | P.187                                  |
|         | La guérison de l'aveugle né                                                                    | 1763           | 250 × 217 cm     | | Caen, hôtel de Ville                                        | P.188                                  |
|         | L'évanouissement d'Esther                                                                      | 1763           | 254 × 210 cm     | | Paris, musée du Louvre                                      | P.189                                  |
|         | Orphée aux enfers ou La Musique                                                                | 1763           | 355 × 575 cm     | | Paris, musée du Louvre                                      | P.191                                  |
|         | Abraham et les trois anges                                                                     |                | 130 × 97 cm      | | Magny-les-Hameaux, musée national des Granges de Port-Royal | Non catalogué                          |